# 27261 Yushiwang
27261 Yushiwang è un asteroide della fascia principale. Scoperto nel 1999, presenta un'orbita caratterizzata da un semiasse maggiore pari a 2,2631982 UA e da un'eccentricità di 0,1109581, inclinata di 3,78732° rispetto all'eclittica.